# Cortinarius sinapicolor
Cortinarius sinapicolor är en svampart som beskrevs av Cleland 1933. Cortinarius sinapicolor ingår i släktet Cortinarius och familjen spindlingar.   Inga underarter finns listade i Catalogue of Life.